# Notaden
Notaden är ett släkte av grodor i familjen Limnodynastidae som gräver hålor i marken och som lever i centrala och norra Australien. Deras kroppar är mycket runda och huvudet kort. Pupillerna drar ihop sig till en horisontell öppning. Frambenen är långa medan bakbenen är korta. Det finns inte någon simhud mellan fingrarna på frambenen, och även mellan bakbenens tår är denna starkt reducerad eller saknas. Skinnet är vårtartad. De påminner om paddor och har ibland hänförts till dessa.
Arterna är kända för att utsöndra giftiga klibbiga vätskor från huden om de plockas upp. Äggen läggs i kedjor på samma sätt som vissa paddarter.

## Arter
- Notaden bennettii (Günther, 1873)
- Notaden melanoscaphus (Hosmer, 1962)
- Australisk ökenskovelfotspadda, Notaden nichollsi (Parker, 1940)
- Notaden weigeli (Shea and Johnston, 1988)